# Museo nacional de Chad
El Museo nacional de Chad o Museo nacional de Yamena (en francés: Musée National N'Djamena) es el museo nacional del país africano de Chad. Se encuentra ubicado en la ciudad capital de Yamena cerca de la avenida Félix Eboué, con una dirección de correo de BP 638, Fuerte Archambault. El museo fue creado el 6 de octubre de 1962 en espacios temporales bajo el nombre de Museo nacional de Chad, en Fort-Lamy, reflejando el nombre anterior y colonial de la capital de Chad. En 1964, se trasladó al antiguo ayuntamiento, cerca de la Place de l'Independence (Plaza de la Independencia).
En el momento de su creación, tenía cuatro salas:
- Prehistoria
- Protohistoria
- Archivos
- Artes folclóricas, artesanías y tradiciones.[1]